# Fredrik Backman

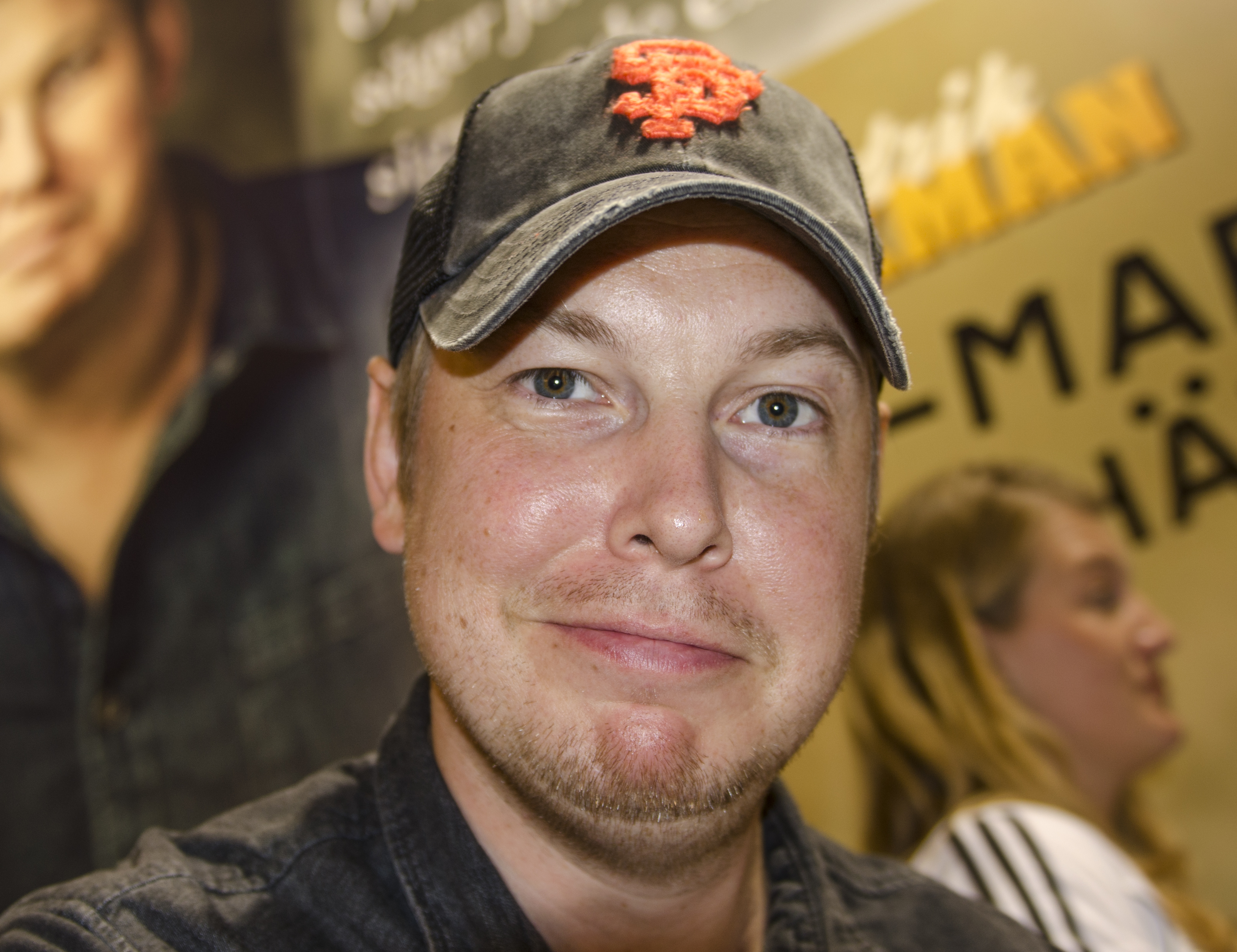
Fredrik Backman (2014)

Carl Fredrik Backman (* 2. Juni 1981 in Stockholm) ist ein schwedischer Schriftsteller und Blogger. 2013 wurde er in Schweden zum erfolgreichsten Autor gekürt.

## Leben
Backman wuchs in Helsingborg auf und begann ein Studium der Religionswissenschaften, das er abbrach. Er arbeitete als Kraftfahrer, Restaurantaushilfskraft und Gabelstaplerfahrer in einem Warenhaus. Im Frühjahr 2007 stellte ihn die Stockholmer Zeitung Moore Magazine an. Anderthalb Jahre später kündigte er dort und arbeitete fortan freischaffend.
Backman wurde in Schweden ursprünglich als Blogger bekannt. Er schrieb Kolumnen für die Zeitungen City i Skåne, Moore, Vecko-Revyn, Café, Vi Föräldrar und ab 2012 für Metro. 2012 debütierte er mit dem Werk En man som heter Ove, das über 600.000 Mal verkauft wurde. Der leichte Unterhaltungsroman über einen grantigen Frührentner wurde in mehr als 25 Sprachen weltweit übertragen und in der 2014 erschienenen Übersetzung Ein Mann namens Ove auch in Deutschland zum Bestseller. 2015 wurde er verfilmt, 2022 folgte eine US-amerikanische Neuverfilmung. Sein zweiter Roman Oma lässt grüßen und sagt, es tut ihr leid war ebenfalls international sehr erfolgreich. Tuva Novotny führte 2019 Regie bei der Verfilmung seines 2014 erschienenen Romans Britt-Marie war hier. Kleine Stadt der großen Träume wurde unter dem Titel Björnstad von Peter Grönlund als 5-teilige Serie verfilmt.
Backman ist seit 2009 verheiratet. Er und seine Frau leben mit ihren beiden Kindern in Solna bei Stockholm.

## Werke
- Übers. Stefanie Werner: Ein Mann namens Ove. Roman. Fischer Krüger, Frankfurt am Main 2014 ISBN 978-3-8105-0480-7 (En man som heter Ove, 2012)
- Übers. Stefanie Werner: Alles, was mein kleiner Sohn über die Welt wissen muss. Roman. Fischer Krüger, Frankfurt 2017 ISBN 978-3-5961-9782-8 (Saker min son behöver veta om världen, 2012)
- Übers. Stefanie Werner: Oma lässt grüßen und sagt, es tut ihr leid. Roman ISBN 978-38-10-50481-4 (Min mormor hälsar och säger förlåt, 2013)
- Übers. Stefanie Werner: Britt-Marie war hier. Roman ISBN 978-3-8105-2411-9 (Britt-Marie var här, 2014)
- Übers. Antje Rieck-Blankenburg: Kleine Stadt der großen Träume. Roman. Fischer Krüger, Frankfurt 2017 (Björnstad, 2016)
  - Neuauflage: Übers. Antje Rieck-Blankenburg: Björnstadt. Roman. Goldmann-Verlag, München 2023, ISBN 978-3-442-49390-6.
- Übers. Antje Rieck-Blankenburg: Wir gegen euch. Roman. Fischer Krüger, Frankfurt 2019, ISBN 978-3-596-29930-0 (Vi mot er, 2017)
- Übers. Stefanie Werner: Und jeden Tag wird der Weg nach Hause länger und länger. Novelle. Fischer Krüger, Frankfurt am Main 2019, ISBN 978-3-810-53046-2 (Och varje morgon blir vägen hem längre och längre, 2019)
- Übers. Antje Rieck-Blankenburg: Eine ganz dumme Idee. Roman. Goldmann-Verlag, München 2021, ISBN 978-3-442-31570-3 (Folk med ångest, 2019)
- Übers. Antje Rieck-Blankenburg: Die Gewinner. Roman. Goldmann-Verlag, München 2023, ISBN 978-3-442-31585-7 (Vinnarna, 2021)
- Übers. Kerstin Fricke: Die Antwort lautet NEIN. Kurzgeschichte. Amazon Original Stories, 2024